# Давлумбаев, Адилет Маликович
Адилет Маликович Давлумбаев (каз. Әділет Даулынбаев, род. 6 февраля 1988) — казахстанский борец вольного стиля, призёр чемпионатов Азии и Азиатских игр. Спортсмен ЦСКА МО РК, младший сержант.

## Биография
Родился в 1988 году. В 2017 году завоевал бронзовую медаль Азиатских игр по боевым искусствам и состязаниям в помещениях, а также бронзовую медаль Игр исламской солидарности. В 2018 году стал серебряным призёром чемпионата Азии и бронзовым призёром Азиатских игр. В апреле 2022 года стал бронзовым призёром чемпионата Азии в Улан-Баторе, уступив японцу Такума Оцу.
5 апреля 2024 года сдал положительную допинг-пробу и был дисквалифицирован до 30.04.2028 за применение запрещенного препарата дростанолон. 